# 因希里省
因希里省（阿拉伯语：ولاية إينشيري）是毛里塔尼亞西北部的一個省份，西南臨大西洋。面積46,800平方公里，2000年估計人口11,500人。首府阿克茹特。
下僅分1區，即阿克茹特區。
1. ↑  . hdi.globaldatalab.org.   [2018-09-13]. （原始内容存档于2018-09-23） （英语）.